# 제66회 아카데미상
제66회 아카데미상은 1994년 3월 21일에 열린 시상식이다. LA 도로시 챈들러 파빌리온에서 개최되었으며 사회자는 우피 골드버그이다.

## 후보 및 수상

### 작품상
- 쉰들러 리스트 - 스티븐 스필버그 수상
- 도망자 - 아놀드 코펠슨
- 아버지의 이름으로 - 짐 쉐리단
- 피아노 - Jan Chapman
- 남아있는 나날 - 마이크 니콜스

### 남우주연상
- 필라델피아 - 톰 행크스 수상
- 아버지의 이름으로 - 다니엘 데이 루이스
- 남아있는 나날 - 안소니 홉킨스
- 쉰들러 리스트 - 리암 니슨
- 어제 오늘 그리고 내일 - 로렌스 피시번

### 여우주연상
- 피아노 - 홀리 헌터 수상
- 남아있는 나날 - 엠마 톰슨
- 샤도우랜드 - 데브라 윙거
- 5번가의 폴 포이티어 - 스톡카드 채닝
- 어제 오늘 그리고 내일 - 안젤라 바셋

### 남우조연상
- 도망자 - 토미 리 존스 수상
- 사선에서 - 존 말코비치
- 아버지의 이름으로 - 피트 포스틀스웨이트
- 쉰들러 리스트 - 랄프 파인즈
- 길버트 그레이프 - 레오나르도 디카프리오

### 여우조연상
- 피아노 - 안나 파킨 수상
- 순수의 시대 - 위노나 라이더
- 공포 탈출 - 로지 페레즈
- 야망의 함정 - 홀리 헌터
- 아버지의 이름으로 - 엠마 톰슨

### 감독상
- 쉰들러 리스트 - 스티븐 스필버그 수상
- 아버지의 이름으로 - 짐 쉐리단
- 피아노 - 제인 캠피온
- 남아있는 나날 - 제임스 아이버리
- 숏 컷 - 로버트 알트만

### 각본상
- 피아노 - 제인 캠피온 수상
- 데이브 - 게리 로스
- 사선에서 - 제프 맥과이어
- 필라델피아 - 론 니스워너
- 시애틀의 잠 못 이루는 밤 - 노라 에프론

### 각색상
- 쉰들러 리스트 - 스티븐 자일리언 수상
- 순수의 시대 - 제이 콕스
- 아버지의 이름으로 - Terry George
- 남아있는 나날 - Ruth Prawer Jhabvala
- 샤도우랜드 - 윌리엄 니콜슨

### 촬영상
- 쉰들러 리스트 - 야누즈 카민스키 수상
- 패왕별희 - 고장위
- 도망자 - 마이클 챔프먼
- 피아노 - 스튜어트 드라이버그
- 위대한 승부 - 콘라드 L. 홀

### 편집상
- 쉰들러 리스트 - 마이클 칸 수상
- 도망자 - 데니스 버클러
- 사선에서 - 앤 V. 코츠
- 아버지의 이름으로 - 게리 햄블링
- 피아노 - 베로니카 제넷

### 미술상
- 쉰들러 리스트 - 알란 스타스키 수상
- 아담스 패밀리 2 - 켄 애덤
- 순수의 시대 - 단테 페레티
- 올란도 - 잔 롤프스
- 남아있는 나날 - 루치아나 아리기

### 의상상
- 순수의 시대 - 가브리엘라 페스쿠치 수상
- 올란도 - 샌디 포웰
- 피아노 - 자넷 패터슨
- 남아있는 나날 - 제니 비번
- 쉰들러 리스트 - 안나 B. 쉐파드

### 분장상
- 미세스 다웃파이어 - 그레그 캐놈 수상
- 필라델피아 - 칼 풀러톤
- 쉰들러 리스트 - Christina Smith

### 음악상
- 쉰들러 리스트 - 존 윌리엄스 수상
- 순수의 시대 - 엘머 번스타인
- 야망의 함정 - Dave Grusin
- 도망자 - 제임스 뉴턴 하워드
- 남아있는 나날 - 리차드 로빈스

### 주제가상
- 필라델피아 - 브루스 스프링스틴 수상
- 베토벤 2 - Carole Bayer Sager
- 필라델피아 - 닐 영
- 포이틱 저스티스 - 자넷 젝슨
- 시애틀의 잠 못 이루는 밤 - 마크 샤이먼

### 음향편집상
- 쥬라기 공원 - 게리 라이스트롬 수상
- 클리프행어 - Wylie Stateman
- 도망자 - John Leveque

### 음향믹싱상
- 쥬라기 공원 - Gary Summers 수상
- 클리프행어 - Michael Minkler
- 도망자 - Donald O. Mitchell
- 제로니모 - Chris Carpenter
- 쉰들러 리스트 - Andy Nelson

### 시각효과상
- 쥬라기 공원 - 데니스 머렌 수상
- 클리프행어 - Neil Krepela
- 크리스마스 악몽 - Pete Kozachik

### 외국어영화상
- 아름다운 시절 - 페르난도 트루에바 수상
- 패왕별희 - 천카이거Hedd Wyn
- 결혼 피로연 - 이안
- 그린 파파야 향기 - 트란 안 훙

### 단편애니메이션상
- 월레스 앤 그로밋 - 전자바지 소동 - 닉 파크 수상
- Blindscape - Stephen Palmer
- The Mighty River - Frédéric Back
- Small Talk - Bob Godfrey
- The Village - Mark Baker

### 단편영화상
- Schwarzfahrer - Pepe Danquart 수상
- Down on the Waterfront - 스테이시 타이틀
- The Dutch Master - 수잔 세이들만
- Partners - 피터 웰러
- La Vis - 디디에르 프라망드

### 장편다큐멘터리상
- I Am a Promise: The Children of Stanton Elementary School - Susan Raymond 수상
- The Broadcast Tapes of Dr. Peter - David Paperny
- Children of Fate: Life and Death in a Sicilian Family - Susan Todd
- For Better or for Worse - David Collier
- The War Room - D.A. 페네베이커

### 단편다큐멘터리상
- Defending Our Lives - Margaret Lazarus 수상
- Blood Ties: The Life and Work of Sally Mann - Steven Cantor
- Chicks in White Satin - Elaine Holliman

### 공로상
- 데보라 카 수상

### 진 허숄트 박애상
- Paul Newman 수상

### 고든 소이어 상
- Petro Vlahos 수상
- 표창메달John A. Bonner 수상

## 같이 보기
- 제14회 골든 래즈베리상
- 제47회 영국 아카데미 영화상
- 제51회 골든 글로브상